# Adelheidstraße 5 (Quedlinburg)

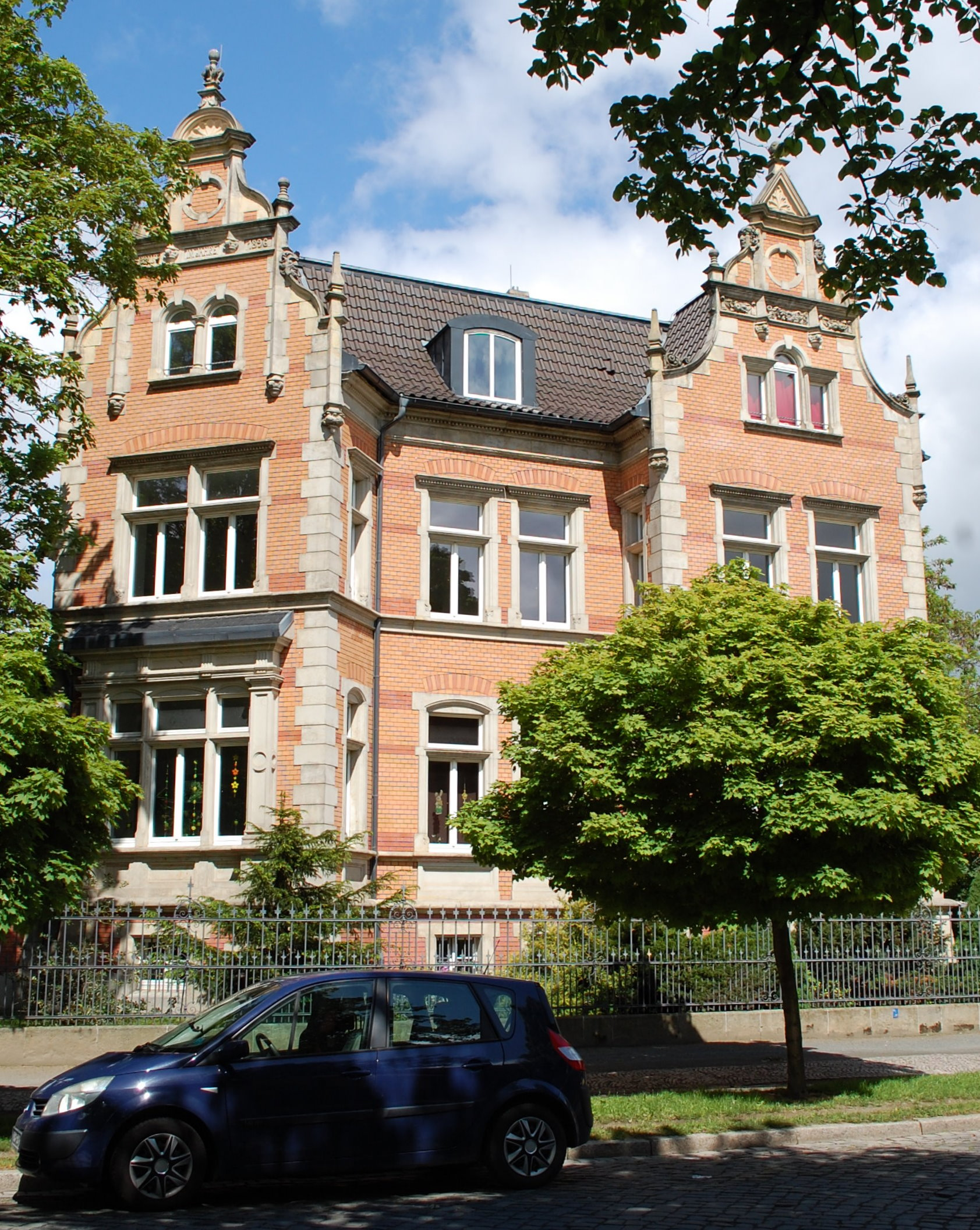
Adelheidstraße 5

Das Haus Adelheidstraße 5 ist eine denkmalgeschützte Villa in der Stadt Quedlinburg in Sachsen-Anhalt.

## Architektur und Geschichte
Die Villa entstand im Stil der Neorenaissance und ist im Quedlinburger Denkmalverzeichnis als Villa eingetragen. Der Entwurf aus dem Jahr 1886 stammt vom Braunschweiger Architekten Friedrich Staeding. Das aus Klinkern und Sandstein errichtete Gebäude zitiert mit Säulengang, Standerker und seinen Giebeln typische Elemente der Gestaltung von Schlössern im mittleren und nördlichen Teil Deutschlands.
Die Grundstückseinfriedung besteht aus Pfeilern mit schmiedeeisernen Zaunfeldern. Auch Teile des Gartens gehören zum denkmalgeschützten Ensemble.